# Virgen del Bustar
La Virgen del Bustar o Nuestra Señora del Bustar es una advocación de la Virgen María venerada en el municipio de Carbonero el Mayor (Segovia), en la comunidad autónoma de Castilla y León.

## Festividad
Su fiesta tiene lugar el día 8 de septiembre, centrándose los actos alrededor de la ermita de la Virgen del Bustar donde es venerada, ubicada junto al río Pirón y a pocos kilómetros del municipio.

## Historia
Al igual que ocurre con la mayor parte de advocaciones marianas, gira en torno a esta imagen una leyenda de ocultación durante el dominio musulmán y posterior descubrimiento siglos más tarde. Su nombre parece estar relacionado con el carbón, por lo que vendría a denominarse Virgen de los Carboneros.
La imagen venerada es una escultura de talla del tipo denominado trono de sabiduría, apareciendo la madre con el niño sentado en sus piernas.